# Сен-Совье
Сен-Совье́ (фр. Saint-Sauvier) — коммуна во Франции, находится в регионе Овернь. Департамент коммуны — Алье. Входит в состав кантона Юрьель. Округ коммуны — Монлюсон.
Код INSEE коммуны — 03259.

## Население
Население коммуны на 2008 год составляло 339 человек.
| 1962 | 1968 | 1975 | 1982 | 1990 | 1999 | 2008 |
| ---- | ---- | ---- | ---- | ---- | ---- | ---- |
| 578  | 616  | 514  | 441  | 377  | 330  | 339  |

## Экономика
В 2007 году среди 198 человек в трудоспособном возрасте (15—64 лет) 127 были экономически активными, 71 — неактивными (показатель активности — 64,1 %, в 1999 году было 65,8 %). Из 127 активных работали 114 человек (63 мужчины и 51 женщина), безработных было 13 (4 мужчины и 9 женщин). Среди 71 неактивных 10 человек были учениками или студентами, 37 — пенсионерами, 24 были неактивными по другим причинам.

## Достопримечательности
- Церковь Сен-Сальвер (XIII век). Шпиль высотой 33 м.
- Часовня Сен-Реми (XIV век)
- Фонтан Сен-Реми
- Музей Шерлока Холмса